# Greatest Hits (альбом Робби Уильямса)
Greatest Hits — сборник лучших хитов британского поп-певца Робби Уильямса, выпущенный в 2004 году. Альбом включает две новые песни — «Radio» и «Misunderstood», которые были также выпущены в качестве синглов.

## Список композиций
1. «Old Before I Die»
2. «Lazy Days»
3. «Angels»
4. «Let Me Entertain You»
5. «Millennium»
6. «No Regrets»
7. «Strong»
8. «She’s The One»
9. «Rock DJ»
10. «Kids»
11. «Supreme»
12. «Let Love Be Your Energy»
13. «Eternity»
14. «The Road To Mandalay»
15. «Feel»
16. «Come Undone»
17. «Something Beautiful»
18. «Sexed Up»
19. «Radio»
20. «Misunderstood»